# Rajski ogród
Rajski ogród – obraz będący jednym z czołowych przykładów gotyckiego malarstwa tablicowego, reprezentujący styl zwany pięknym. Obraz ten jest częścią kolekcji Städelsches Kunstinstitut we Frankfurcie nad Menem. Namalowany przez anonimowego artystę znanego powszechnie jako Mistrz Górnoreński.

## Opis i analiza
Jest to tempera na desce o wymiarach 26x33 cm. W zamkniętym murem ogrodzie symbolizującym Królestwo Niebieskie wyróżnia się uśmiechnięta i zatopiona w lekturze Maryja otoczona migawkowo przedstawionymi świętymi postaciami. Siedzi obok zastawionego sześciobocznego stołu, stanowiącego architektoniczną dominantę kompozycji. Ubrana jest w białą suknię i granatowy płaszcz. U stóp Marii siedzi Dzieciątko, które bawi się psałterium (rodzaj dawnego instrumentu strunowego) podanym przez św. Cecylię – patronkę muzyki. Za plecami Cecylii (w lewej dolnej części obrazu) widać św. Martę, która pracowicie czerpie wodę ze studni. Dorota ukazana jest w momencie zrywania czereśni, obok niej znajduje się kosz pełen tych owoców. Po prawej stronie siedzą odpoczywający, a jednocześnie pogrążeni w ożywionej rozmowie święci – Sebastian, który delikatnie obejmuje pień drzewa, ukazany z profilu Jerzy, odziany w strój rycerski, oraz Archanioł Michał. Smok, nieodłącznie towarzyszący św. Jerzemu, leży spokojnie na grzbiecie, siedzący zaś u stóp Michała szatan zdaje się przyłączać do konwersacji; oba symbole zła straciły swoje symboliczne znaczenie i są tu wpisane w rajską faunę, w skład której wchodzą również liczne ptaki. Święci utracili swoją surową hieratyczność; artysta namalował ich tak, jakby chciał ich poznać prywatnie – ukazał ich w pełni szczęśliwe życie. Panuje tu atmosfera radości, idylli, harmonii, spotęgowana intensywną kolorystyką szat (rubinowe i szafirowe szaty niewiast) oraz drobiazgowo namalowanego otoczenia – szmaragdowego trawnika umajonego bujnie kwitnącą roślinnością. Ożywienia i kontrastu dodają tutaj występujące w różnych partiach obrazu jasne akcenty o barwie perłowej, zarówno w szatach, jak w elementach architektury.
Obraz ten nacechowany jest bogatą symboliką nawiązującą do gotyckiego mistycyzmu. Ogród otoczony blankowanym murem symbolizuje Raj oraz boski wymiar Marii. Hortus conclusus – często występujący w gotyckiej ikonografii – jest symboliczną ilustracją bezgrzeszności Marii. Świadomie dobraną kolorystyką obraz odwołuje się również do wizji raju zawartej w Apokalipsie św. Jana (Ap 21,17-21).

## „Rajski ogród” jako studium natury
Obok idealizowanych postaci znaleźć można elementy realistyczne, świadczące, że artysta był uważnym obserwatorem otaczającej go rzeczywistości; można się pokusić o określenie obrazu Mistrza Górnoreńskiego mianem studium natury, a być może nawet jednego z pierwszych w malarstwie średniowiecznym przeglądów fauny i flory, który autor trafnie wpisał w temat religijny.

### Flora
Artysta daje wyraz dobrej znajomości botaniki, ornitologii oraz entomologii.
Na obrazie widoczne są różne gatunki roślin. Przeważają kwiaty takie jak: orliki, przetaczniki, przywrotniki, stokrotki, pszonaki, barwinki, koniczyny, lilie, śnieżyce wiosenne, konwalie, ślazy, margaretki, piwonie, róże, goździki, astry, chryzantemy, pierwiosnki, irysy, jasnoty, fiołki, babki, dziurawce oraz lewkonie. Ponadto rośliny owocowe: czereśnie i poziomki.

### Fauna
Oprócz bogatej szaty roślinnej malarz zamieścił w różnych partiach kompozycji liczne zwierzęta, przede wszystkim ptaki takie jak: dudek, sikora bogatka, gil, szczygieł, wilga, zimorodek, zięba, rudzik, dzięcioł, jemiołuszka, raniuszek, sikora modra. Można także dostrzec owady: ważkę oraz bielinka kapustnika. Ponadto obok św. Michała znajduje się jego atrybut, szatan ukazany jako zwierzę; z kontekstu wynika, iż de facto mamy do czynienia z przedstawieniem małpy.
1410 r. to przybliżona, powszechnie przyjęta data powstania tego obrazu; niewiadome jest jego pierwotne przeznaczenie. Malarzowi Rajskiego ogrodu nie przypisuje się żadnych innych spośród znanych dzieł.